# Éder Lima
Éder Lima (nacido el 5 de febrero de 1986) es un futbolista brasileño que se desempeña como defensa.
Jugó para clubes como el Vila Nova, Santos, Oeste, Bragantino, América y Ventforet Kofu.

## Trayectoria

### Clubes
| Club                      | País   | Año         |
| ------------------------- | ------ | ----------- |
| São Vicente               | Brasil | 2007        |
| CENE                      | Brasil | 2007        |
| São José                  | Brasil | 2008        |
| Atlético Sorocaba         | Brasil | 2009        |
| Noroeste                  | Brasil | 2009 - 2010 |
| Vila Nova                 | Brasil | 2010 - 2011 |
| Santos                    | Brasil | 2011        |
| Oeste                     | Brasil | 2012 - 2013 |
| Tianjin Teda              | China  | 2013 - 2014 |
| Beijing Enterprises Group | China  | 2015        |
| Bragantino                | Brasil | 2015 - 2016 |
| América                   | Brasil | 2016        |
| Ventforet Kofu            | Japón  | 2017 -      |